# Diego Abal
Diego Hernán Abal (Quilmes, 28 december 1971) is een Argentijns voetbalscheidsrechter. Hij is in dienst van de FIFA en CONMEBOL sinds 2008. Ook leidt hij wedstrijden in de Primera División de Argentina. Naast zijn werkzaamheden als scheidsrechter is Abal docent lichamelijke opvoeding.
Op 27 augustus 2005 leidde Diego Abal zijn eerste wedstrijd in de Argentijnse eerste divisie. De wedstrijd tussen CA Rosario Central en CA Lanús eindigde in een 4-0-overwinning voor Rosario Central. In de 76e minuut trok hij zijn eerste rode kaart. Vijf jaar later, op 3 februari 2010 floot Abal zijn eerste wedstrijd in de Copa Libertadores. Cruzeiro EC en Club Bamin Real Potosí troffen elkaar in de eerste ronde (7-0). Abal deelde tweemaal een rode kaart uit aan een speler van Potosí.
Abal werd aangesteld als scheidsrechter op het Wereldkampioenschap voetbal onder 17 in 2011 en was actief in het kwalificatietoernooi voor het Wereldkampioenschap voetbal 2014. In maart 2013 noemde de FIFA Abal een van de vijftig potentiële scheidsrechters voor het Wereldkampioenschap voetbal, maar hij werd niet geselecteerd. In juni 2013 was hij een van de tien scheidsrechters op de FIFA Confederations Cup 2013. Hij leidde op dit toernooi één wedstrijd.

## Interlands
| Datum            | Plaats             | Wedstrijd                | Uitslag | Competitie           | Kreeg geel | Kreeg voor de tweede keer geel en dus rood | Weggestuurd |
| ---------------- | ------------------ | ------------------------ | ------- | -------------------- | ---------- | ------------------------------------------ | ----------- |
| 23 maart 2013    | Lima, Peru         | Peru – Chili             | 1 – 0   | Kwalificatie WK 2014 | 3          | 0                                          | 0           |
| 20 juni 2013     | Recife, Brazilië   | Italië – Japan           | 4 – 3   | Confederations Cup   | 4          | 0                                          | 0           |
| 15 oktober 2013  | Asunción, Paraguay | Paraguay – Colombia      | 1 – 2   | Kwalificatie WK 2014 | 3          | 1                                          | 0           |
| 15 november 2013 | Seoul, Zuid-Korea  | Zuid-Korea – Zwitserland | 2 – 1   | Vriendschappelijk    | 2          | 0                                          | 0           |
| 3 juni 2017      | Santiago, Chili    | Chili – Burkina Faso     | 3 – 0   | Vriendschappelijk    | 2          | 0                                          | 1           |